# Alberone di Montreuil
Alberone di Montreuil (Montreuil, 1080 – Coblenza, 1152) è stato un arcivescovo cattolico tedesco.

## Biografia

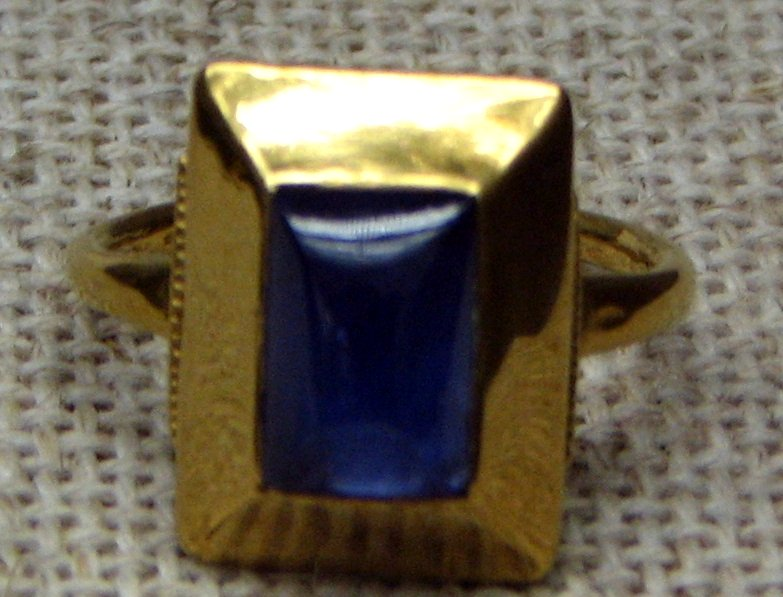
Anello di Alberone di Montreuil

Arcidiacono e poi prevosto a Toul, primicerio a Metz, fu eletto nel 1131 arcivescovo di Treviri. Dopo aver seguito Lotario II in Italia (1136), ottenne la carica di legato pontificio in Germania.

## Genealogia episcopale
La genealogia episcopale è:
- Cardinale Vitale Giovanni, O.S.B. Cam.
- Papa Innocenzo II
- Arcivescovo Alberone di Montreuil